# Tujetsch
Tujetsch (ou Tavetsch) est une commune suisse du canton des Grisons. C'est un des foyers de l'élevage du mouton des Grisons.

## Histoire

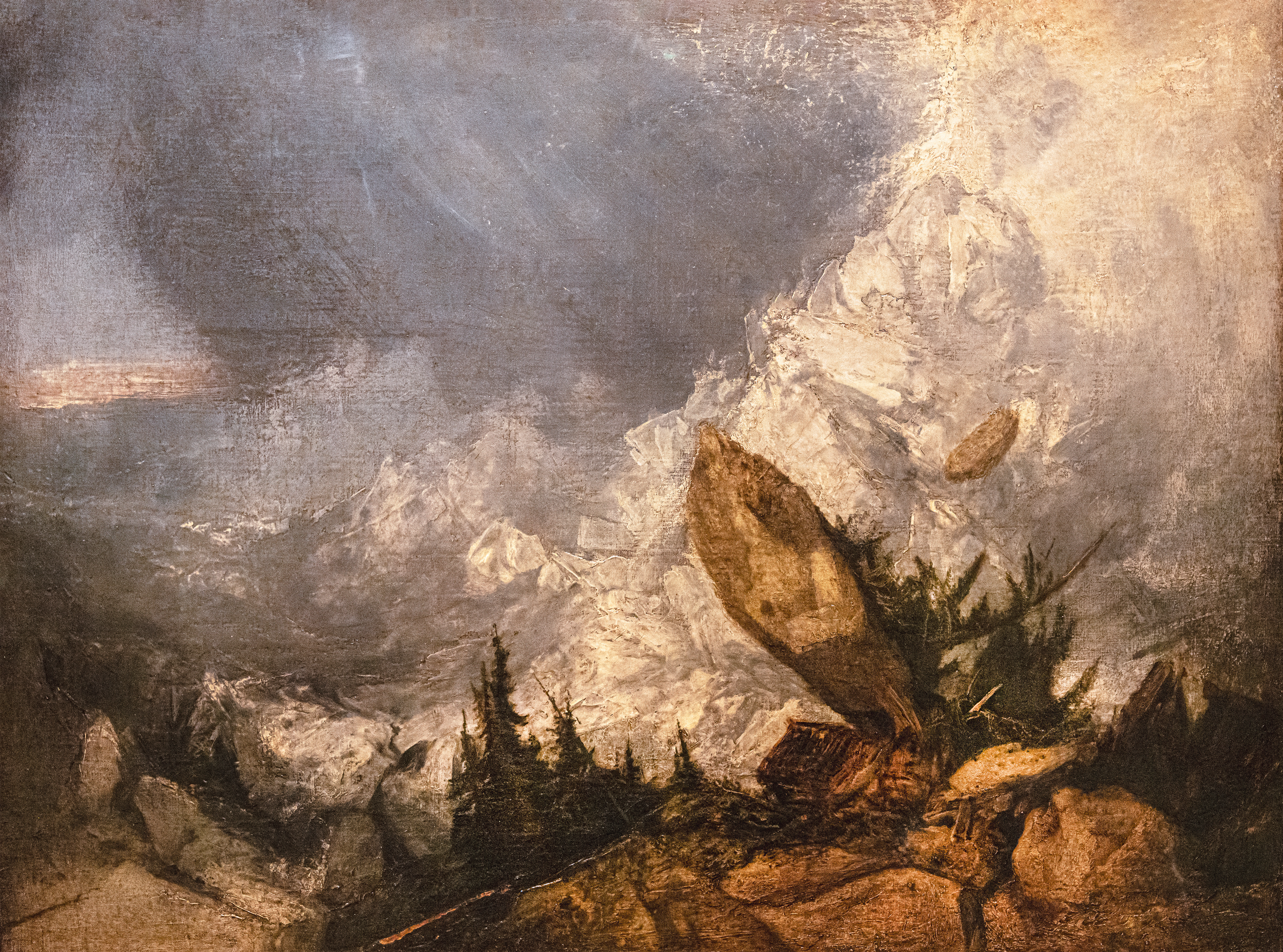
La Chute d'une avalanche dans les Grisons, 1810
William Turner, 1810, Tate Britain.

En 1808, s'est produite une avalanche dans la commune, à Selva, tuant vingt-cinq personnes. Rien n'indique que le peintre anglais William Turner ait été présent dans cette zone lors de son voyage dans les Alpes en 1802, mais l'évènement l'a inspiré pour un tableau exposé en 1810, dans une série sur les catastrophes naturelles et les tempêtes. Il est exposé à la Tate Britain à Londres.

## Porta Alpina
Le tunnel de base du Saint-Gothard, plus grand tunnel ferroviaire du monde, passe sous la commune et il fut prévu une gare souterraine à plus de 800 mètres de profondeur, la Porta Alpina, pour desservir la région.

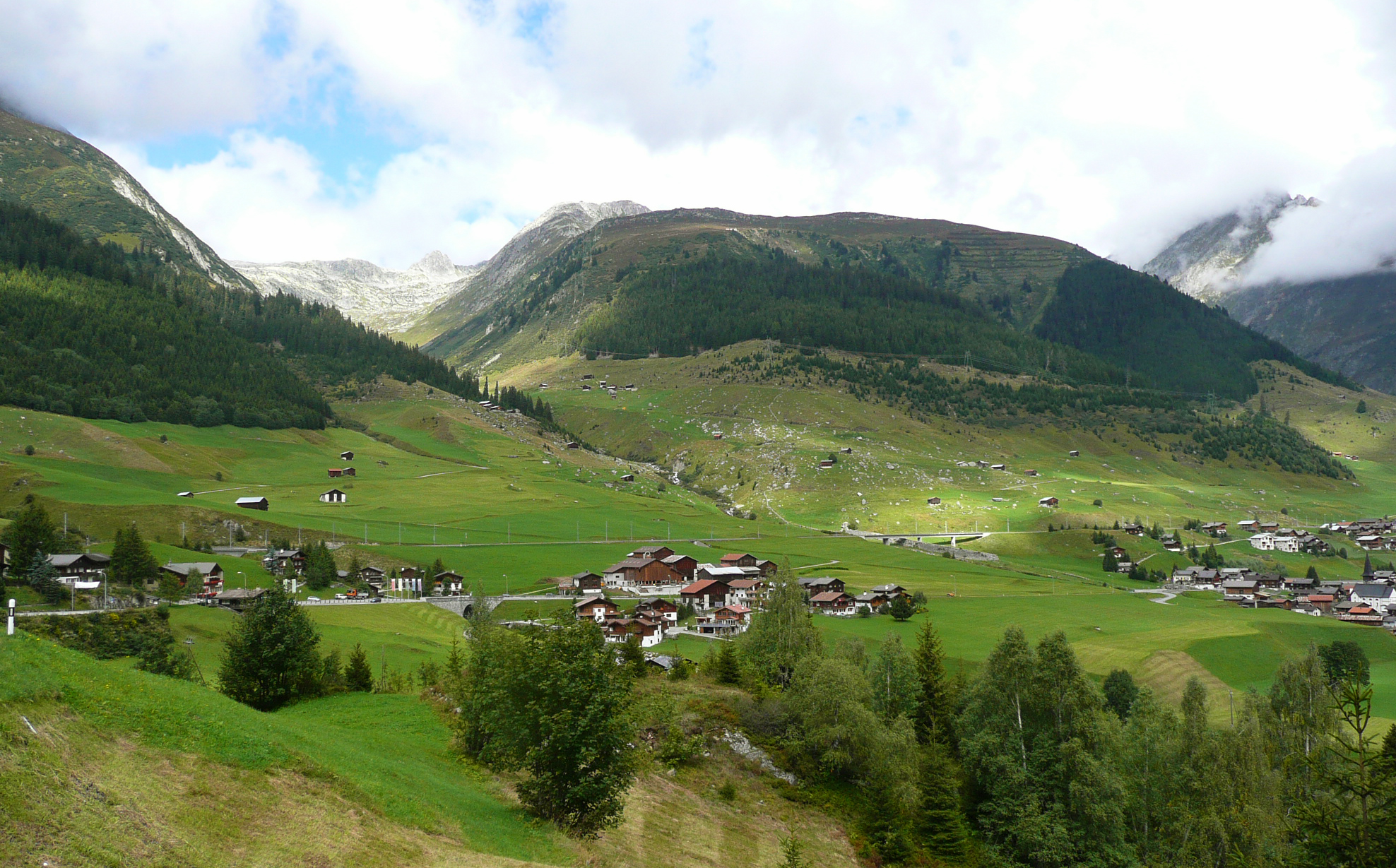
L'habitat est dispersé, ici du côté de Sedrun-Rueras.

Vue aérienne de 2000 m par Walter Mittelholzer (1923).